# Liste der Baudenkmale in Walow
In der Liste der Baudenkmale in Walow sind alle denkmalgeschützten Bauten der Gemeinde Walow (Mecklenburg-Vorpommern) und ihrer Ortsteile Lexow, Lexow-Ausbau und Strietfeld aufgelistet. Grundlage ist die Veröffentlichung der Denkmalliste des Landkreises Müritz mit dem Stand vom April 2010.

## Baudenkmale nach Ortsteilen

### Walow
| ID | Lage                              | Bezeichnung                                                                          | Beschreibung | Bild                                                                                 |
| -- | --------------------------------- | ------------------------------------------------------------------------------------ | --- | ------------------------------------------------------------------------------------ |
|    | (Karte)                           | Friedhof, Mausoleum der Familie von Flotow                                           | | Friedhof, Mausoleum der Familie von Flotow                                           |
|    | Lexower Str. 11 (Karte)           | ehemalige Schmiede                                                                   | |                                                                                      |
|    | Schloßstraße 6 (Karte)            | ehemaliges Wirtschaftsgebäude (Kindergarten)                                         | |                                                                                      |
|    | Schloßstraße 9 (Karte)            | Gutsanlage mit Gutshaus und Resten des Landschaftsparks und Kopfsteinpflasterzufahrt | Herrenhaus: Neogotischer, 2-geschossiger, 13- achsiger Putzbau von 1879 mit Mezzaningeschoss, 3-geschossigem Mittelrisalit und zwei seitlichen Giebelflügeln mit Treppengiebel. Wird 2018 umfänglich saniert. | Gutsanlage mit Gutshaus und Resten des Landschaftsparks und Kopfsteinpflasterzufahrt |
|    | Woldzegartener Chaussee 4 (Karte) | Kirche                                                                               | Einschiffiger Putzbau mit Turmaufsatz | Kirche                                                                               |

### Lexow
| ID | Lage                     | Bezeichnung                       | Beschreibung | Bild           |
| -- | ------------------------ | --------------------------------- | --- | -------------- |
|    | Am Sietower Weg 7/8      | Gutsanlage mit Wirtschaftsgebäude | |                |
|    | Dorfstraße 29/30 (Karte) | Gutshaus                          | 2-geschossiger, 5-achsiger, danierter Bau von 1874, verklinkert und mit Zeltdach, heute (2015) Pension; Gut des Dobbertiner Klosters bis 1918, dann verpachtete Staatsdomäne. | Gutshaus       |
|    | Dorfstraße 33 (Karte)    | Speicher                          | |                |
|    | Dorfstraße               | Kriegerdenkmal 1914/1918          | |                |
|    | Dorfstraße (Karte)       | Friedhof; Kirche                  | | Weitere Bilder |

### Lexow Ausbau
| ID | Lage             | Bezeichnung                              | Beschreibung | Bild |
| -- | ---------------- | ---------------------------------------- | ------------ | ---- |
|    | Ausbau 2 (Karte) | Wohnhaus von 1902 mit Wirtschaftsgebäude |              |      |

### Strietfeld
| ID | Lage                      | Bezeichnung | Beschreibung | Bild |
| -- | ------------------------- | ----------- | ------------ | ---- |
|    | Hans-Blücher-Damm (Karte) | Gedenkstein |              |      |

## Quelle
- Karte der Baudenkmale im Geoportal des Landkreises